# Exochorda giraldii
Exochorda giraldii är en rosväxtart som beskrevs av Hermann Albrecht Hesse. Exochorda giraldii ingår i släktet Exochorda och familjen rosväxter. Utöver nominatformen finns också underarten E. g. wilsonii.

## Bildgalleri

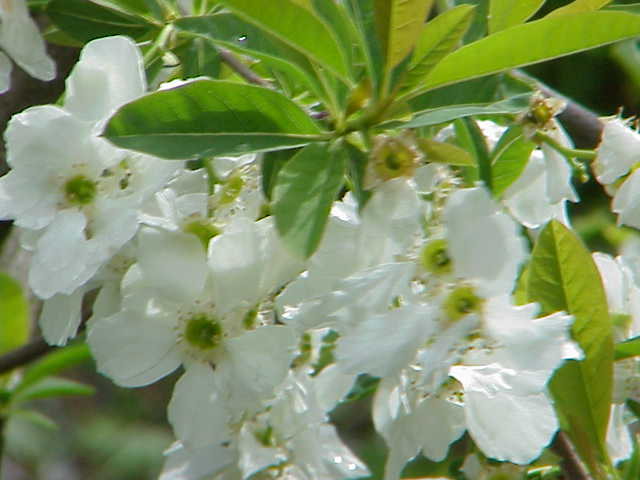
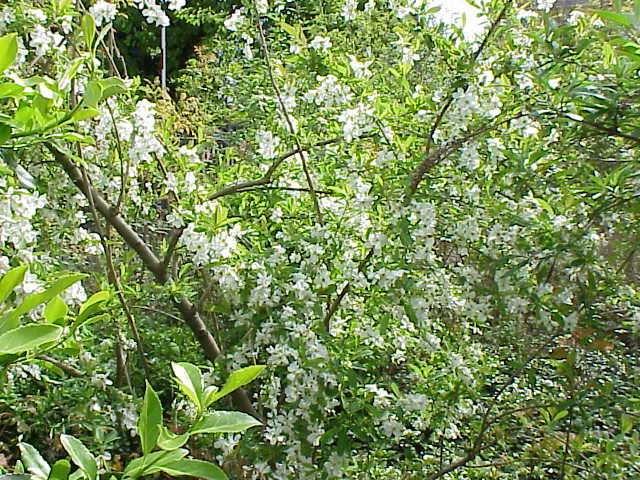
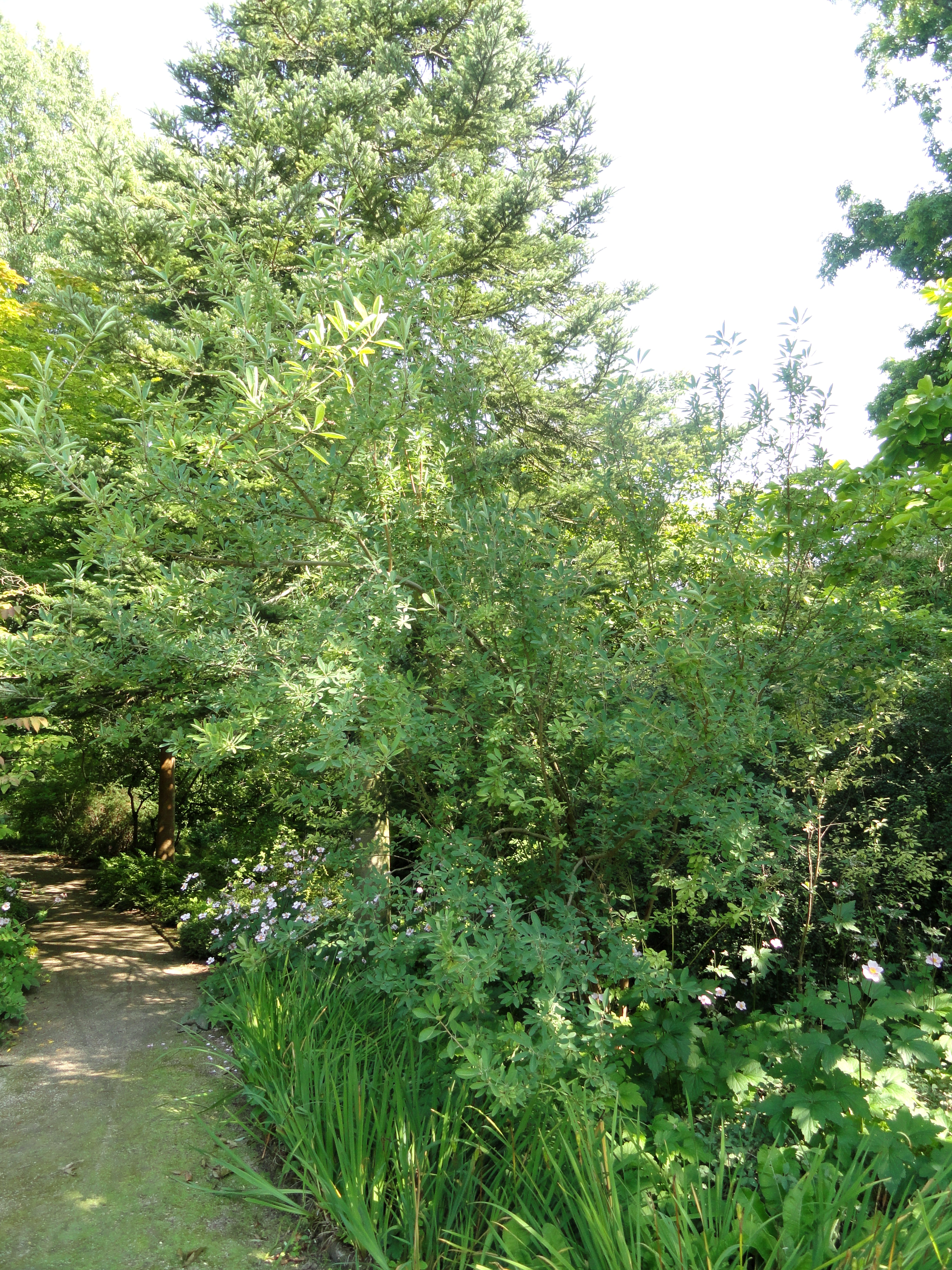
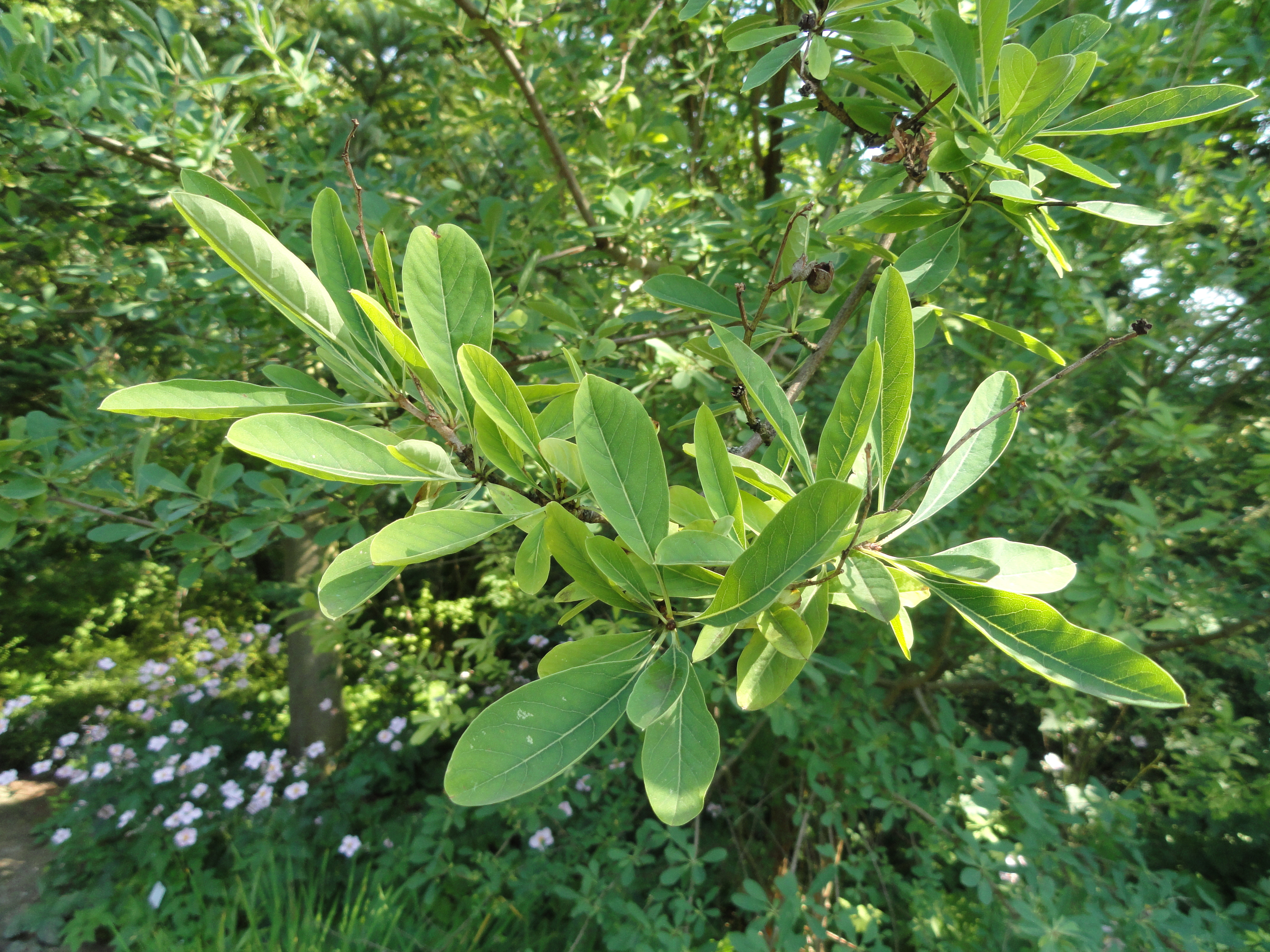